# Волга (Јужна Дакота)
Волга (енгл. Volga) град је у америчкој савезној држави Јужна Дакота.

## Демографија
По попису из 2010. године број становника је 1.768, што је 333 (23,2%) становника више него 2000. године.
| Група             | 2000.         | 2010.         |
| Белци             | 1.412 (98,4%) | 1.702 (96,3%) |
| Афроамериканци    | 0 (0,0%)      | 5 (0,3%)      |
| Азијати           | 3 (0,2%)      | 5 (0,3%)      |
| Хиспаноамериканци | 6 (0,4%)      | 47 (2,7%)     |
| Укупно            | 1.435         | 1.768         |